# Албер II (Монако)
Вижте пояснителната страница за други личности с името Албер.
Албер II, пълно име Албер Александър Луи Пиер Грималди (на френски: Albert Alexandre Louis Pierre Grimaldi) е принц на Монако от 6 април 2005 г., възкачил се на трона на княжеството след смъртта на баща си принц Рение III.

## Живот
Роден е на 14 март 1958 в Монако. Син е на Рение III – принц на Монако, и Грейс Кели – принцеса на Монако и бивша холивудска актриса.
Средното си образование завършва през 1976 г., след което преминава стаж във Френското морско училище. През 1981 г. завършва политология в Amherst College в щата Масачузетс, САЩ.
След смъртта на майка си през 1982 г. поема председателството на Червения кръст на Монако. По време на приемането на княжеството в ООН е председател на представителната делегация на страната.
От 1985 г. е член на Международния олимпийски комитет, председател и на Олимпийския комитет на Монако от 1994 г. Активен спортист, той участва като състезател по бобслей в зимните олимпийски игри през 1988, 1992, 1994, 1998 и 2002 г., както и в Рали Дакар през 1985 г. (отказва се в 9-ия етап поради технически проблеми). Има черен пояс по джудо. Занимава се и с много други видове спорт: ветроходство, гребане, лека атлетика (крос, хвърляне на копие), плуване, ски, скуош, тенис, фехтовка, хандбал.
На 31 март 2005 г., след като баща му е приет в болница в княжеството, Албер поема управлението на държавата и до смъртта на принц Рение III на 6 април същата година изпълнява длъжността регент на Монако. В деня на смъртта на баща си официално се възкачва на трона на княжеството.
На 1 юли 2011 г. принц Албер се жени за южноафриканската плувкиня Шарлен Уиткок, а на 10 декември 2014 г. се раждат техните близнаци Жак и Габриела. Жак става престолонаследник според законите на Монако.